# Guido von Frobel
Guido Karl Johann Joachim von Frobel (né le 10 mai 1848 à Coblence et mort le 5 février 1913 à Weißer Hirsch près de Dresde) est un général de division prussien et rédacteur en chef du Militär-Wochenblatt.

## Biographie

### Origine
Guido est le fils du Generalleutnant prussien Franz von Frobel (1802-1886) et de sa première épouse Charlotte, née von Holleben (1818-1852). Le général de division prussien Friedrich von Frobel (1791-1862) est son oncle.

### Carrière militaire
Issu du corps des cadets, Frobel s'engage le 18 avril 1865 comme sous-lieutenant dans le 4e régiment de grenadiers de la Garde de l'armée prussienne. À ce titre, il participe aux batailles de Soor et à la bataille de Sadowa en 1866 lors de la guerre contre l'Autriche. Frobel doit interrompre sa formation continue de trois ans à l'Académie de guerre, commencée le 1er octobre 1869, en raison de la guerre contre la France en 1870. Il combat avec son régiment à Saint-Privat, où il est légèrement blessé, puis participe au siège de Paris et à la bataille du Bourget. Entre-temps, Frobel est promu premier lieutenant le 15 novembre 1870 et reçoit la croix de fer de 2e classe pour ses exploits.
Après la paix de Francfort, il poursuit sa formation à l'Académie de guerre du 1er octobre 1871 au 1er juillet 1873. Frobel est ensuite muté à l'école de guerre de Cassel, où il travaille comme chef de bureau et bibliothécaire jusqu'au 1er juin 1875. Il est ensuite affecté en tant qu'adjudant à l'Inspection générale de l'instruction et de la formation militaires. Tout en étant maintenu dans ce commandement, Frobel est agrégé le 30 avril 1877 comme capitaine au 4e régiment de grenadiers de la Garde et mis à la suite le 24 septembre 1878. Tout en étant maintenu dans son commandement, Frobel fait partie du 4e régiment à pied de la Garde du 21 décembre 1882 au 3 février 1886, puis est muté comme commandant de compagnie au 65e régiment d'infanterie. Après sa promotion au grade de major, il est directeur de l'école de guerre d'Engers du 13 novembre 1888 au 17 octobre 1892. Il est ensuite nommé lieutenant-colonel et commandant du 2e bataillon du 82e régiment d'infanterie (de), puis, à partir du 27 janvier 1894, officier d'état-major au sein du 15e régiment d'infanterie (de). Le 19 mars 1896, Frobel reçoit sa promotion au grade de colonel. En tant que tel, il commande depuis le 18 avril 1896 le 143e régiment d'infanterie. Le 18 août 1898, il obtient une pension et le droit de porter l'uniforme régimentaire.
Après sa retraite, Frobel vit à Berlin et travaille jusqu'à sa mort, d'abord comme rédacteur en chef puis comme rédacteur en chef du Militär-Wochenblatt. Guillaume II lui décerne le 18 Janvier 1901, le caractère de général de division.

### Famille
Frobel se marie le 1er septembre 1874 avec Mathilde Möhring (née en 1855). Le couple a plusieurs enfants :
- Ellen Marie-Charlotte (née en 1875)
- Hans-Joachim Ferdinand (né en 1876)